# عماد عثمان
عماد عثمان (1985 -) لقوى الأمن الداخلي اللبناني،

## حياته
ولد 1965، الزعرورية – الشوف. التحق بالمدرسة الحربية وتخرَّج منها برتبة ملازم عام 1986. تدرَّج في الرتب إلى أن رُقِّيَ إلى رتبة لواء وعيّن مديراً عاماً لقوى الأمن الداخلي. تدرج في الخدمة في مراكز قوى الأمن الداخلي على اختلاف انواعها (فصائل اقليمية - مفارز سير - مفارز طوارئ - امن السجون - تدريب في معهد قوى الأمن الداخلي). في عام 1993 التحق بسرية حرس رئاسة الحكومة آمر فصيلة مواكبة دولة رئيس مجلس الوزراء.

## مسيرته
شغل هذا المنصب في 8 مارس 2017، وكان يشغل منذ 21 أكتوبر 2012 منصب رئيس شعبة المعلومات في المديرية، خلفا لرئيس الشعبة اللواء وسام الحسن الذي اغتيل بتفجير سيارة مفخخة يوم الجمعة 19 أكتوبر 2012 في منطقة الأشرفية في شرق بيروت.
شغل عماد منصب قائد سرية الحرس الحكومي أثناء تولي الرئيس سعد الحريري منصب رئاسة الحكومة اللبنانية.
شغل خلال سنوات خدمته منصب مساعد رئيس قسم الابحاث والدروس في معهد قوى الأمن الداخلي (2004)، مدير مكتب معالي وزير الداخلية والبلديات (2005)، رئيس فرع معلومات بيروت في شعبة المعلومات (2008)، ائد سرية حرس رئاسة الحكومة في عهد دولة الرئيس سعد رفيق الحريري (2009)، رئيس قسم المباحث الجنائية الخاصة في وحدة الشرطة القضائية (2012)، رئيس شعبة المعلومات (2012).
شارك في العديد من الدورات والمؤتمرات في لبنان والخارج في مجالات مختلفة نال بموجبها عدة شهادات أبرزها في مجال مكافحة التجسس، مواجهة ومكافحة الجرائم الارهابية، أمن وحماية الشخصيات الهامة، إدارة الازمات للتخفيف من آثار الأنشطة الارهابية، مكافحة جرائم الإنترنت.
يتقن اللغتين الفرنسية والإنكليزية.

## أوسمة
- وسامي فجر الجنوب والوحدة الوطنية.
- وسام الارز الوطني من رتبة (فارس _ ضابط).
- وسام الاستحقاق اللبناني من الدرجة (ثالثة _ ثانية)
- ميدالية وزارة الداخلية والبلديات.
- ميدالية الأمن الداخلي.
- ميدالية الجدارة.

## حياته الخاصة
• متزوج من منى نصر الدين وله ولدان.[بحاجة لمصدر]